# 윈본드
Winbond Electronics Corporation ( 중국어: 華邦電子公司; 병음: Huábāng Diànzǐ Gōngsī)는 1987년에 설립된 대만 기반 기업이다. 반도체 및 여러 유형의 집적 회로, 특히 동적 RAM, 정적 RAM, 직렬 플래시, 마이크로컨트롤러 및 개인용 컴퓨터 IC, 즉 슈퍼 I/O 칩을 생산한다. Winbond는 현재 대만에서 가장 큰 브랜드 이름의 집적 회로 공급업체이자 전 세계적으로 가장 큰 반도체 솔루션 공급업체 중 하나이다.
Winbond 제품군의 Computer IC, Consumer Electronics IC 및 Logic Product Foundry는 2008년 7월 1일 Nuvoton Technology Corporation으로 분사되었다.

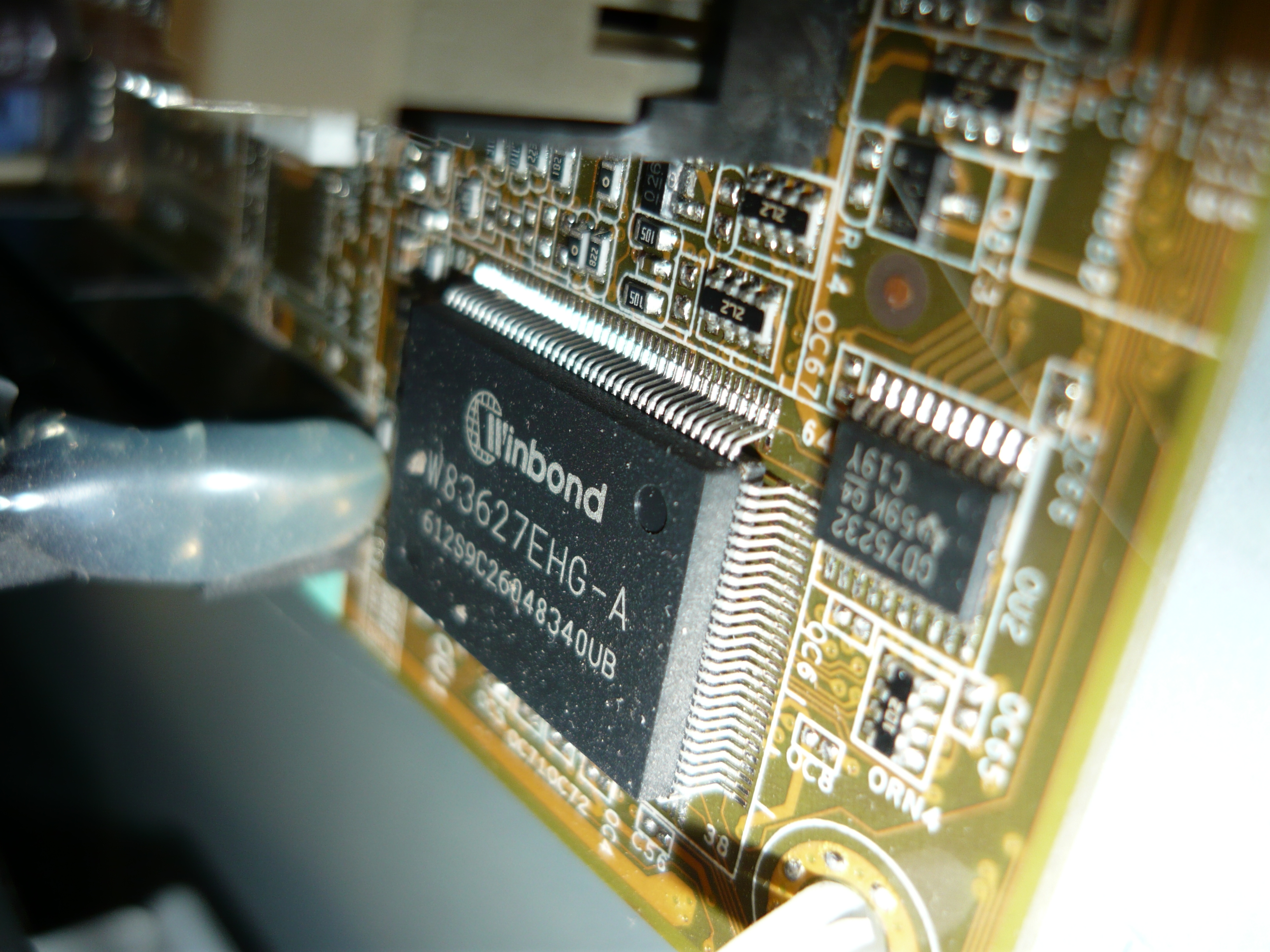
윈본드 컨트롤러

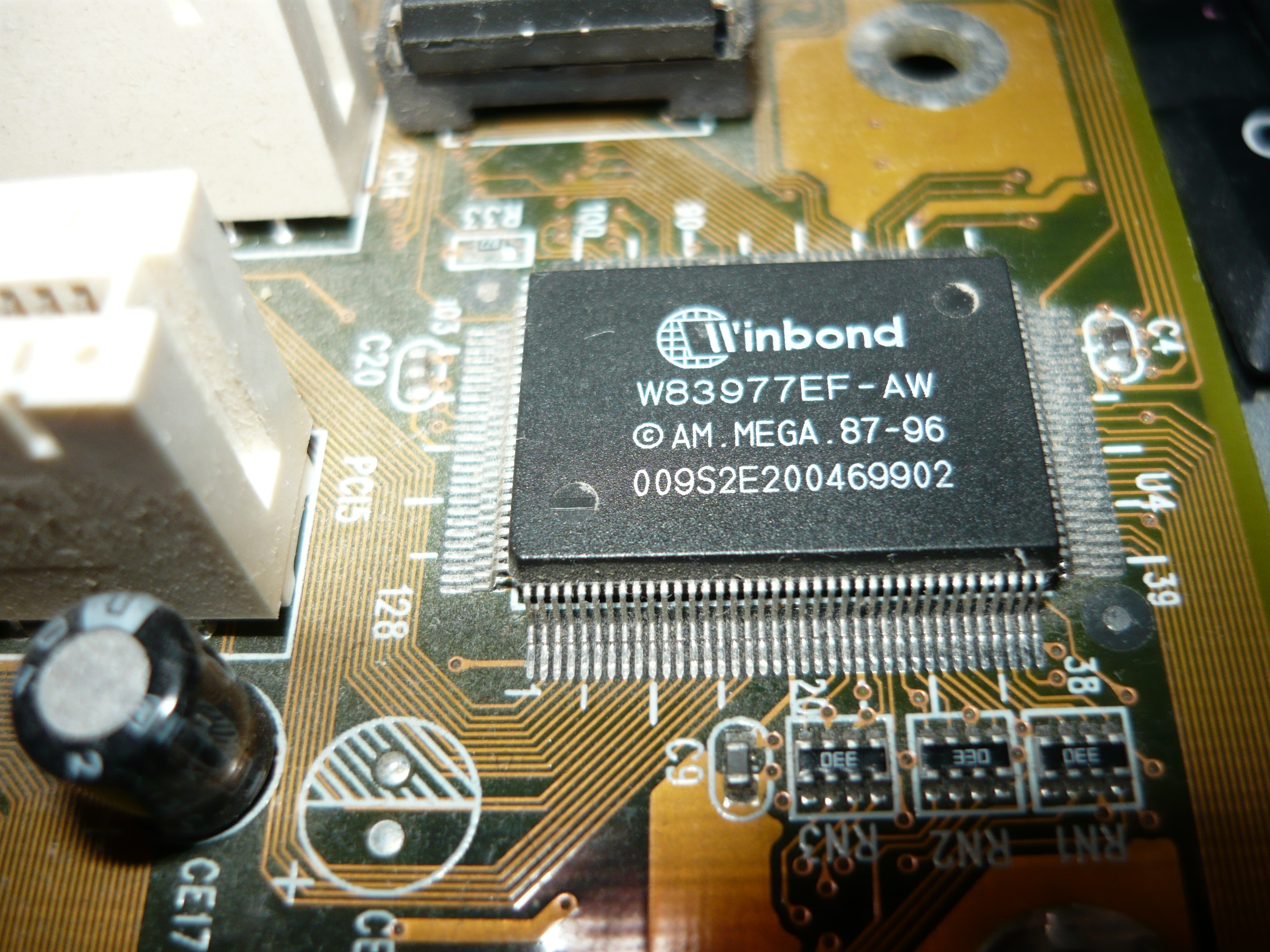
Winbond 칩을 기반으로 하는 데스크탑 PC Super I/O

## 같이 보기
- 대만의 기업 목록
- 반도체 제조 공장 목록
- 대만 기업 목록